# Garance Le Guillermic
Pour les articles homonymes, voir Guillermic.
Garance Le Guillermic est une actrice française, née le 11 septembre 1997 à Boulogne-Billancourt. Elle fait du cinéma depuis l'âge de 7 ans.
Elle a notamment incarné à l'écran l'héroïne de L'Élégance du hérisson, best-seller de Muriel Barbery, aux côtés de Josiane Balasko, dans le film Le Hérisson de Mona Achache.

## Filmographie

### Cinéma

#### Longs métrages
- 2006 : Je déteste les enfants des autres d'Anne Fassio : Sataya
- 2006 : Pars vite et reviens tard de Régis Wargnier : Lucie Danglard
- 2008 : Mes amis, mes amours de Lorraine Lévy : Émilie
- 2009 : Le Hérisson de Mona Achache : Paloma

#### Courts métrages
- 2007 : Angie d'Olivier Megaton : Angie
- 2011 : Je t'attends toujours de Clément Rière :
- 2012 : Seconde de Julien Hérichon et Yvonnick Muller : Eva jeune

### Télévision
- 2005 : Les Sœurs Robin de  Jacques Renard : Aminthe
- 2006 : Déjà vu de François Vautier : Lola Wheen, Nell
- 2010 : Le Petit Poucet de Marina de Van : Cendrine
- 2013 : Famille d'accueil de Claire de la Rochefoucauld (saison 12, épisode 3) : Amélie
- 2018 : Section de Recherches, saison 12 épisode 2 : Alma Lagier

### Publicité
- 2006-2007 : St Hubert Oméga 3
- 2014 : Notaires de France
- 2015 : Axa

## Radio
- 2009 : Mon Ombre de Karin Serres - Myron Meerson - Luz
- 2009 : Escales estivales, France Inter

## Théâtre
- 2007 : Le Médecin malgré lui, mise en scène de Jean Liermier, Théâtre Nanterre-Amandiers

## Distinctions
- 2009 : Le Hérisson de Mona Achache : Festival Close Up 2009 - Meilleure jeune comédienne
- 2010 : Lumière de la révélation féminine pour Le Hérisson de Mona Achache